# Pepe de Lucía
José Sánchez Gómez, más conocido por su nombre artístico Pepe de Lucía (Algeciras, 25 de septiembre de 1945) es un cantaor y productor musical español de flamenco. Padre de la cantante Malú y perteneciente a la saga de "Los Lucía".

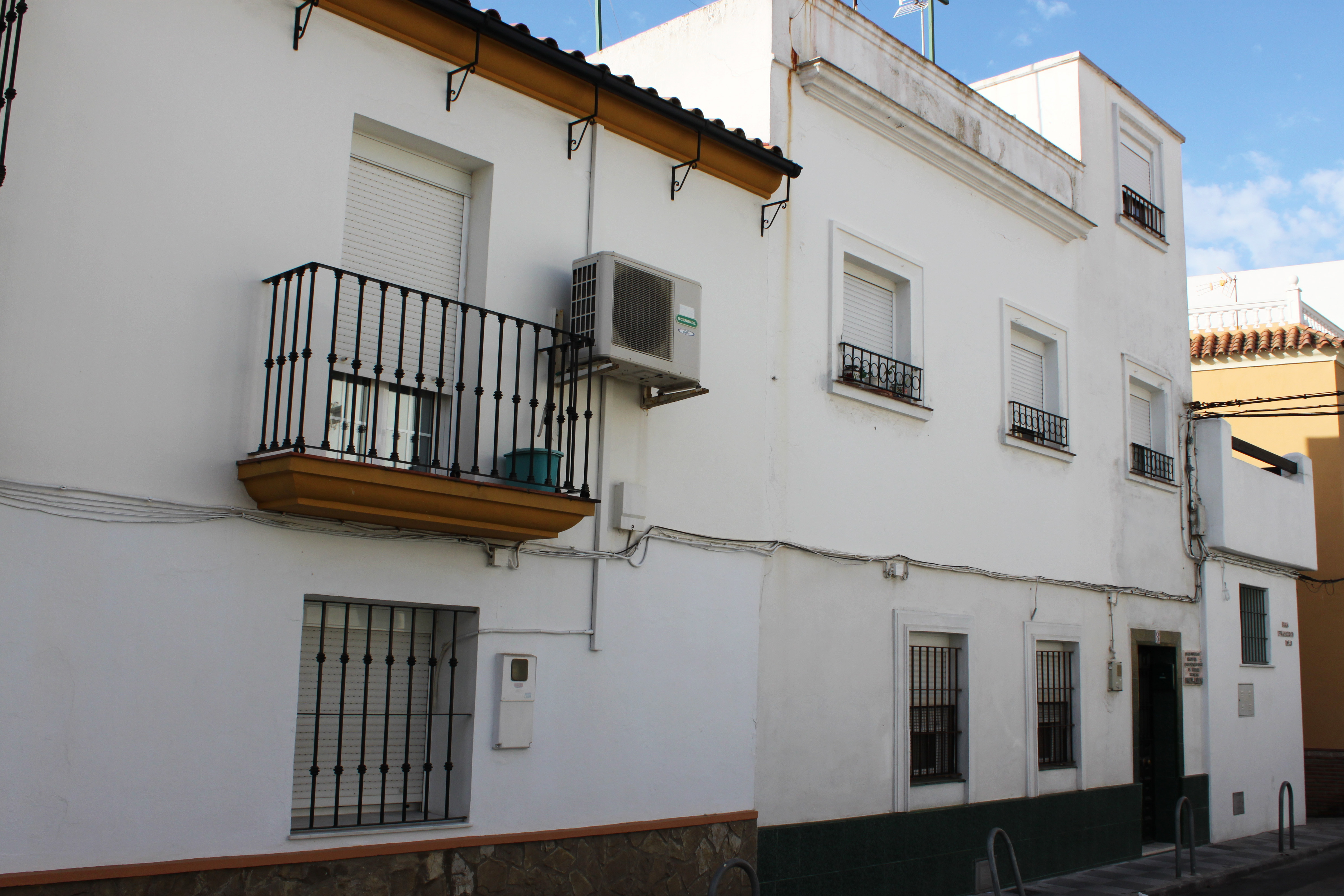
Casa natal de Pepe y Paco de Lucía.

Inició su andadura profesional como Pepe de Algeciras junto a su hermano, el guitarrista Paco de Lucía, ambos formaban los Chiquitos de Algeciras que tuvieron un gran éxito en el Concurso Internacional de Jerez de la Frontera en 1962.
Acompañó como cantaor a su hermano Paco de Lucía desde que este obtuviera reconocimiento nacional e internacional. Ha trabajado junto a otros grandes del flamenco como José Greco, ha escrito letras para Camarón de la Isla, Azúcar Moreno, Remedios Amaya o Alejandro Sanz y ha trabajado en los escenarios en varios montajes de las distintas compañías de Antonio Gades. Fue Premio al Mejor Álbum de Flamenco en los Grammy Latino de 2003 por El corazón de mi gente. En su faceta empresarial, ha sido productor de varios discos de temática flamenca.
En 2021 produce un álbum con Alejandro Sanz.

## Vida privada
Tiene cuatro hijos: Mario Sánchez Dafauce, José Manuel Sánchez Benítez (1977), María Lucía (Malú) Sánchez Benítez (1982) y José Sánchez Limón (2004)